# Verkiezingen voor het Europees Parlement 2004/Kandidatenlijst/SP
Hieronder volgt de kandidatenlijst voor de Europese Parlementsverkiezingen 2004 van SP (Socialistische Partij)

## De lijst
1. Erik Meijer
2. René Roovers
3. Kartika Liotard
4. Jasper van Dijk
5. Frank Futselaar
6. Rosita van Gijlswijk
7. Serdar Dosky
8. Clara Blaauw
9. Bob Ruers
10. Chandra Jankie
11. Lucien Stöpler
12. Akansel Kaymaz
13. Paul Lempens
14. Hilde van der Molen
15. Niels de Heij
16. Kinge Siljee
17. Theo Cornelissen
18. Ewout Irrgang
19. Driek van Vugt
20. Ingrid Gyömörei-Agelink
21. Anneke de Bres-de Langen
22. Jan van Schaik
23. Jacqueline Gabriël
24. Peter van Zutphen
25. Nuh Demirbilek
26. Trix de Roos-Consemulder
27. Ad Schiedon
28. Henk van den Boomgaard
29. Elke de Vries-Becker